# Centromochlus punctatus
Centromochlus punctatus és una espècie de peix de la família dels auqueniptèrids i de l'ordre dels siluriformes.

## Morfologia
Els mascles poden assolir els 4,5 cm de llargària total.

## Distribució geogràfica
Es troba als rius costaners de Sud-amèrica.